# Ayar Cachi
Ayar Cachi o Cache è uno dei quattro fratelli Ayar del mito inca sull'origine della loro stirpe. Secondo questi racconti narrati diffusamente da Sarmiento de Gamboa e da Juan de Betanzos gli Inca avrebbero avuto origine da una caverna o finestra del colle Tambotoco nella regione di Pacaritambo,  situata nei pressi del lago Titicaca. Il colle aveva tre aperture. Da quella centrale sarebbero sorti quattro fratelli e quattro sorelle, animati, secondo alcuni da Viracocha, secondo altri da Inti, il dio Sole. I nomi dei maschi erano Ayar Manco, Ayar Cachi, Ayar Uchu e Ayar Auca. Quelli delle femmine Mama Ocllo, Mama Huaco, Mama Rahua e Mama Cura. Dalle finestre laterali, sempre per opera del dio Sole, avrebbero avuto origine delle genti destinate a costituire il popolo dominato dalle quattro coppie regali.
Ayar Cachi si sarebbe subito distinto per una forza sovrumana, disordinata e magica che gli avrebbe permesso di distruggere addirittura delle montagne a colpi di fionda. Preoccupati per queste sue gesta che intimorivano i potenziali sudditi, gli altri fratelli avrebbero concepito l'idea di disfarsene. Sarebbe stata Mama Huaco a trovare la maniera di allontanarlo. Con la scusa di inviarlo a cercare degli oggetti sacri che erano rimasti nella caverna di origine, lo convinse a rientrare nell'anfratto e, una volta che ebbe varcata la soglia, questa venne rinchiusa con un grande masso precludendogli per sempre l'uscita.
Questo mito ammette però alcune varianti. Secondo una di queste, Ayar Cachi sarebbe stato liberato da suo padre il Sole e avrebbe assunto una natura divina, comparendo dinanzi ai suoi fratelli per tranquillizzarli circa le sue intenzioni e per pronosticare loro un futuro radioso.
In ogni caso appare evidente la volontà delle coppie regali di liberarsi dell'ingombrante presenza di un'attività caratterizzata dal disordine fine a se stesso e improponibile per la missione di civilizzazione cui si sentivano destinate. Ayar Cachi, data la sua origine divina, non venne però eliminato, ma solo reso impotente o meglio rinviato nella fase antecedente la sua creazione per restarvi in eterno come un aspetto naturale, imperfetto e inadatto alla funzione di rigeneratori dell'umanità che era privilegio degli Inca.
Il nome di Ayar Cachi è stato variamente interpretato, ma sembra inequivocabilmente riferirsi al vocabolo Ayar che identifica la Quinua silvestre e a quello Cachi che significa sale nella Lingua quechua. Poiché anche i nomi degli altri fratelli hanno significati riferibili a specie vegetali, con l'eccezione di Auca che significa guerriero, i moderni studiosi di storia incaica vi hanno intravisto la trasposizione mitica di un ciclo agreste.